# 의령 옥씨
의령 옥씨(宜寧玉氏)는 경상남도 의령군을 본관으로 하는 한국의 성씨이다.

## 역사
시조 옥진서(玉眞瑞)는 고구려(高句麗)의 요청에 의해 당나라에서 파견된 8재사(八才士) 중의 한 사람으로 고구려 멸망 후 신라에서 국학교수(國學敎授)를 역임하고, 의춘군(宜春君)에 봉해졌으며 문혜(文惠)라는 시호를 받았다고 한다.
그 후 문헌(文獻)의 실전(失傳)으로 선계(先系)를 상고할 수 없어 고려(高麗)조에 창정(倉正)을 지낸 옥은종(玉恩宗)을 기세조로 하는 계통과 평장사(平章事) 옥여(玉汝)를 기세조로 하는 계통으로 갈라졌다.
옥은종의 6세손인 복응재생(服膺齋生) 옥안덕(玉安德)의 아들 옥사온(玉斯溫)이 1389년(창왕 1년) 문과에 급제하였다. 옥사온의 동생인 진성감무(珍城監務) 옥사미(玉斯美)의 아들 옥고(玉沽)는 1399년(정종 1) 문과에 급제하여 어사부 장령(御史府掌令) 등을 역임하였다.

## 집성촌
- 경상남도 의령군 칠곡면 산남리·산북리
- 경상남도 거제시

## 논란
『등과록전편(登科錄前編)』에 1389년(고려 창왕 1년) 문과에 급제한 왕사온(王斯溫)이 있다. 하지만 『조선씨족통보』에는 의령 옥씨 편에 “辛昌己巳文科” 옥사온(玉斯溫)이라고 기록되어 있다. 때문에 이성계의 역성 혁명 이후 여말선초에 개성 왕씨(王氏)에서 옥씨(玉氏)로 개성한 것일 수도 있다. 옥사온의 질 옥고(玉沽)의 문과 방목을 보면 아버지는 옥사미(玉斯美)이다. 옥사온은 옥사미의 동생이다. 『조선씨족통보』에 의하면 옥고는 반성 옥씨(班城玉氏) 편에 기록되어 있다. 이로 보아 형 옥사미는 반성 옥씨로, 동생 옥사온은 의령 옥씨로 분적한 것 같다. 현재는 의령 옥씨로 합보하였다. 1918년에 발행된 개성 왕씨 족보 무오보에 옥(玉)씨 성을 쓰던 일부가 왕(王)씨로 환성하였다.

## 항렬자
| 12세   | 13세   | 14세   | 15세   | 16세   | 17세          |
| ------ | ------ | ------ | ------ | ------ | ------------- |
| 有(유) | 啓(계) | 應(응) | 成(성) | 敬(경) | 得(득) 炳(병) |

## 과거 급제자
의령 옥씨는 조선시대 문과 급제자 5명, 무과 급제자 6명, 생원·진사 8명을 배출하였다.
문과
옥경련(玉景鍊) 옥고(玉沽) 옥려(玉礪) 옥병관(玉秉觀) 옥진휘(玉晉輝) 
무과
옥글동(玉文里同) 옥대집(玉大集) 옥승(玉承) 옥신호(玉信浩) 옥영윤(玉永潤)
옥채형(玉采荊)
생원시
옥광형(玉光亨) 옥세보(玉世寶) 옥진소(玉振韶) 옥치규(玉穉圭)
진사시
옥이탁(玉以琢) 옥재온(玉在溫) 옥진함(玉振) 옥진휘(玉晉輝)

## 인구
- 1985년 4,622가구 18,900명
- 2000년 6,157가구 19,368명
- 2015년 의령 옥씨 19,095명 + 의춘 옥씨 3,357명 = 22,452명